# Sede titolare di Nazareth dei Maroniti
Nazareth dei Maroniti (in latino: Nazarena Maronitarum) è una sede titolare della Chiesa cattolica, istituita nel XIX secolo e soppressa nel 1944.

## Cronotassi degli arcivescovi titolari
- Gabriel Nasr † (menzionato il 25 maggio 1823)[1]
- Youhanna Habib † (14 dicembre 1889 - 4 giugno 1894 deceduto)
- Paul Auad † (24 settembre 1896 - 11 febbraio 1911 nominato arcieparca di Cipro)
- Elias Richa † (25 aprile 1926 - 10 ottobre 1937 nominato eparca di Baalbek)
- Paul Auad † (14 giugno 1941 - 27 giugno 1942 deceduto) (per la seconda volta)